# Canovelles (ort)
Canovelles är en ort i Spanien.   Den ligger i provinsen Província de Barcelona och regionen Katalonien, i den östra delen av landet, 500 km öster om huvudstaden Madrid. Canovelles ligger 153 meter över havet och antalet invånare är 16 023.
Terrängen runt Canovelles är varierad.Runt Canovelles är det ganska tätbefolkat, med 230 invånare per kvadratkilometer. Närmaste större samhälle är Badalona, 18,7 km söder om Canovelles. Trakten runt Canovelles består till största delen av jordbruksmark.